# Feröeri Népegyház

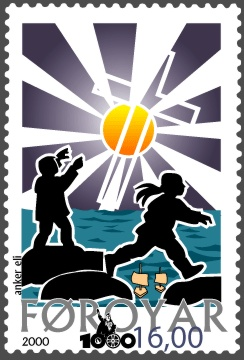
A tengerparton játszó gyerekek – A kereszténység ezer éve jelképe

A Feröeri Népegyház (feröeriül: Fólkakirkjan) korábban a Dán Népegyházhoz tartozott, de a 2007. július 29-étől, Ólavsøka ünnepétől fogva a feröeri állam hatáskörébe került át, és ezzel a világ egyik legkisebb államegyháza lett. A feröeriek mindennapjaiban a vallás fontosabb és természetesebb szerepet játszik, mint a legtöbb európai országban.
A Népegyház egy evangélikus egyház, amelynek 2005-ben 40 476 fő, a feröeriek 83,9%-a volt tagja. Ugyanebben az évben 188 egyházi házasságot kötöttek, ami az összes házasságkötés 78%-a. Az egyház tagjai jövedelmükből egyházi adót fizetnek; ennek mértéke átlagosan 0,66%.
Mint minden skandináv államegyházban, a lelkészeket itt is papnak (feröeriül: prestur, tsz. prestar) nevezik, avatásukat pedig papszentelésnek, ami azonban a katolikus papszenteléssel ellentétben nem szentség. A lelkészek állami alkalmazottak.
Az egyházhoz 2005-ben 15 egyházközség és 60 templom tartozott, amelyeket 21 lelkész látott el. A feröeri építészet egyik legjellegzetesebb időszaka a feröeri fatemplomok építése 1829 és 1847 között.

### Külső hivatkozások
- Hivatalos honlap (feröeri)
- Tjatsi.fo – Thousand Years of Christianity – feröeri egyháztörténet Anker Eli Petersen tollából (angol)